# Herbert Monden
Herbert Monden (* 7. Januar 1888 in Marthahütte bei Kattowitz; † 29. Juni 1952 in Düsseldorf) war ein deutscher Metallurge, Stahlwerksmanager und Montanindustriefunktionär.

## Schulischer und universitärer Werdegang
Monden besuchte zunächst das Gymnasium in Kattowitz sowie später die Fürstenschule in Pleß. Hier legte er auch das Abitur ab. Im Anschluss daran begann Monden ein Studium der Eisenhüttenkunde an der Bergakademie in Berlin und setzte dieses später an der Technischen Hochschule Breslau fort. An dieser schloss er im Jahre 1912 die Diplomprüfung ab und promovierte hier auch im Jahre 1923 mit dem Thema: „Der Einflusses des Sauerstoffgehalts auf die mechanischen Eigenschaften des Flußeisens, insbesondere des Rotbruchs“.

## Beruflicher Werdegang
Monden begann seine Berufslaufbahn im Jahre 1912 als Stahlwerksingenieur bei der Julienhütte in Bobrek in Oberschlesien. Bereits zwei Jahre später wurde Monden Hütteninspektor auf der Falvahütte in Schwientochlowitz. Als weitere Station erfolgte die Ernennung zum Hüttendirektor der Silesiahütte in Rybnik-Paruschowitz im Jahre 1921. 10 Jahre später wurde Monden Oberhüttendirektor (eine Position vergleichbar eines Technikvorstandes in einer heutigen großen Bergbau Aktiengesellschaft) der Interessengemeinschaft für Bergbau und Hüttenbetriebe in Bismarckhütte in Oberschlesien. Damit war er der technische Leiter eines Großkonzerns.
Es folgten weitere Führungsposition in der Stahlindustrie so als technischer Direktor der Dnjepr Stahl GmbH in der besetzten Ukraine. Dieser umfasste riesige ehemals sowjetischen Hüttenwerke und Gruben mit einer Vorkriegsbelegschaft von rund 100.000 Mitarbeitern. Es folgten Positionen als Leiter der Hüttenverwaltung Westmark der Reichswerke Hermann Göring mit den Werken Hayingen, Hagedingen und Mövern im lothringischen Revier. Bei Kriegsende war er hüttenmännischer Leiter des Großkonzerns Reichswerke Hermann Göring in Watenstedt-Salzgitter.
Nach Kriegsende folgten verschiedene Führungspositionen in staatlichen Stellen der Montanverwaltung sowie verschiedene Positionen als Aufsichtsratsvorsitzender der Dortmund-Hörder Hüttenunion und der Hüttenwerke Ruhrort-Meiderich AG.

## Werke
- Über das Verhalten mehrerer Eisen- und Stahlsorten beim Druckversuch, in: Stahl und Eisen 35, 1915, S. 1022–28, 1052–56;
- Über d. Einfluß d. Blockgewichts u. d. Walzgeschwindigkeit auf d. Kraftbedarf b. Walzen, ebd., S. 497–507, 527–33 (mit J. Puppe);
- Btr. z. Metallurgie d. bas. Siemens-Martin-Verfahrens u. z. Frage d. Einflusses d. Sauerstoffgehalts auf d. mechan. Eigenschaften d. Flußeisens, insbes. d. Rotbruchs, ebd. 43, 1923, S. 745-52, 782-88 (Auszug aus d. Diss.);
- Nutzanwendung aus amerikan. Wirtsch.formen f. Europa, ebd. 46, 1926, S. 806-10;
- Leistungsüberwachung in Walzwerken in Anlehnung an das Gantt-Verfahren, in: Archiv für das Eisenhüttenwesen 7, 1933/34, S. 539-46;
- Techn. Grundlagen e. Europa-Union, in: Europa, Großmacht oder Kleinstaaterei, hrsg. v. E. Stern-Rubarth, 1951 (mit H. Euler).